# الهيكل الحجري المدرج
الهيكل الحجري المدرج هو موقع أثري يقع على الجانب الشرقي من مدينة داود في أقدم جزء من مدينة القدس، والذي يقع حاليا تحت سيطرة السلطات الإسرائيلية.

## الوصف
يضم الموقع بقايا لهيكل حجري ضيق منحني يبلغ ارتفاعه 60 قدمًا (18 مترًا) بني فوق سلسلة من المدرجات. يجاور الهيكل من جهة الشمال جدار من الكسميت في المستويات العليا ربما كان بمثابة سور المدينة الأصلي.

## الاكتشاف
كان عالم الآثار الأيرلندي ر. أ. ستيوارت ماكاليستر هو أول من اكتشف بقايا الهيكل الحجري المدرج في عشرينيات القرن العشرين، وأطلق على البقايا التي عثر عليها اسم «المنحدر الحجري» واعتقد أنها تعود للحقبة اليبوسية. وفي ستينيات القرن العشرين أجرت كاثلين كينيون المزيد من عمليات التنقيب في المنطقة ورجحت أن تاريخ بناء الهيكل يعود إلى بداية العصر الحديدي الثاني، أي الفترة ما بين عامي 1000-900 قبل الميلاد. تواصلت عمليات التنقيب في الموقع خلال حقبتي السبعينيات والثمانينيات من القرن العشرين بقيادة الأثري يغال شيلوه، ونتيجة الكشفيات التي عثر عليها، رأى بعض العلماء أن الهيكل ربما كان بمثابة جدار احتياطي لمبنى إداري كبير أو قلعة قديمة، على حين رجح إسرائيل فينكلشتاين وعدد من الأثريين الآخرين أن الجزء العلوي من الهيكل إما أن يكون قد بني أو أعيد بناؤه خلال الحقبة الحشمونية.

### فرضية هيكل ملو

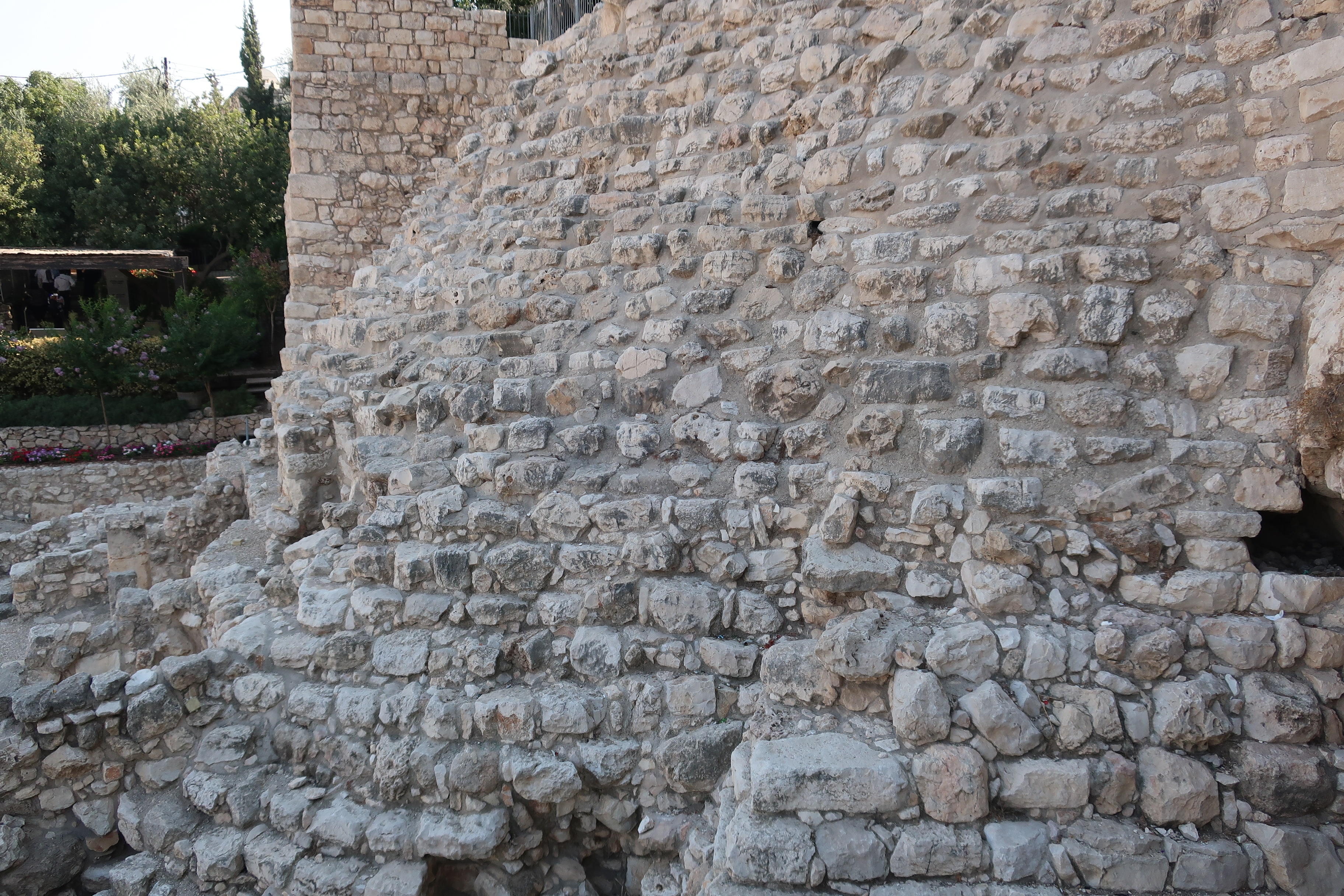
اكتشاف الهيكل الحجري المتدرج في مدينة داود القديمة بالقدس

تفترض إحدى النظريات أن الهيكل الحجري المدرج ربما يكون هو هيكل ملو الذي ورد ذكره في الكتاب المقدس في سفر صموئيل الثاني وسفر الملوك الأول وسفر الملوك الثاني وسفر أخبار الأيام. وتظهر الحفريات الأخيرة التي قامت بها الأثرية الإسرائيلية إيلات مزار فوق الهيكل الحجري المدرج مباشرة أن الهيكل يتصل بالهيكل الحجري العظيم ويدعمه. وبناءًا على ذلك تفترض إيلات مزار أن الهيكل الحجري العظيم ربما كان قصرًا ملكيًا إسرائيليًا استخدم خلال القرن العاشر قبل الميلاد وظل مستخدما حتى عام 586 قبل الميلاد، وأن كل من الهيكل الحجري المدرج والهيكل الحجري العظيم كانا بمثابة أجزاء من قصر ملكي ضخم واحد يُمكن أن يكون هو بيت ملو المُشار إليه في سفر الملوك الثاني بالكتاب المقدس12:21 باعتباره المكان الذي اغتيل فيه الملك يوآش عام 799 قبل الميلاد بينما كان نائما في سريره. تُشير كلمة ملو بالعبرية إلى الملأ أو الحشو، وقد بني الهيكل الحجري المدرج من الحشوات.